# Kazuo Umezu
Kazuo Umezu (japonès: 楳図かずお)  (mont Kōya, 3 de setembre de 1936 - Tòquio, 28 d'octubre de 2024) va ser un dibuixant de manga, músic i actor japonès. Va començar la seva carrera als anys cinquanta, i es troba entre els artistes més famosos del manga de terror, ha estat vital per al seu desenvolupament, considerat el "déu del manga de terror". Al manga shōjo de la dècada de 1960 com Reptilia, va trencar les convencions de la indústria combinant l'estètica de la indústria del manga comercial amb imatges visuals horripilants inspirades en contes populars japonesos, que van crear un auge del manga de terror i van influir en els artistes de manga de les generacions següents. Va crear sèries de manga d'èxit com L'aula a la deriva, Makoto-chan i El meu nom és Shingo, fins que es va retirar del dibuix de manga a mitjans dels anys noranta. Era una figura pública al Japó, conegut per portar camises de ratlles blanques i vermelles i fer el seu gest amb la mà "Gwash".

## Biografia
Umezu va néixer el 3 de setembre de 1936, a Kōya, prefectura de Wakayama, però es va criar a la muntanyosa Gojō, prefectura de Nara. La seva mare el va motivar a començar a dibuixar quan tenia set anys. El seu pare li explicava llegendes locals sobre dones fantasmes i serps abans d'anar a dormir. Es va inspirar per començar a dibuixar manga llegint Shin Takarajima d'Osamu Tezuka a cinquè grau. Va formar part d'un cercle de dibuixants anomenats "Kaiman Club".
El 1955, va publicar el seu primer manga als divuit anys amb Mori no Kyōdai basat en el conte de fades Hansel i Gretel amb l'editorial kashihon Tomo Book. Aviat es desplaçaria cap al moviment gekiga i publicaria manga a la indústria del kashi-hon a l'Osaka de l'època, la qual cosa li permetria més llibertat que publicar el seu manga en revistes. La seva especialitat era incloure elements paranormals en les seves històries. Al mateix temps, també va començar a treballar en manga shōjo; va publicar a la revista Shōjo Book i l'antologia kashi-hon Niji.

### Innovació als anys 60 i 70
Després de traslladar-se a Tòquio el 1963 a causa del declivi de la indústria del kashihon, va desenvolupar el seu estil específic, que combinava l'estètica del manga shōjo amb visuals grotesques de terror i trencava amb les convencions del manga shōjo de l'època. El manga de terror com Nekome no Shōjo i Reptilia es va convertir en un èxit a la revista comercial de manga shōjo Shōjo Friend a mitjans dels anys seixanta.
A finals de la dècada de 1960, també va començar a publicar a revistes de manga shōnen i va canviar d'editorial, de Kodansha a Shogakukan, quan un nou editor li va demanar que dibuixés una altra cosa que no fos el manga de terror. Es va convertir en un autor consolidat i de vegades treballava en fins a cinc sèries alhora. El 1974 va guanyar el 20è Shogakukan Manga Award per la seva sèrie The Drifting Classroom sobre una escola que inclou els seus alumnes i els professors teletransportats a un univers post-apocalíptic alternatiu.
El 1975, Umezu va començar a convertir-se en una figura pública a part de crear manga. Va gravar cançons basades en el seu manga de terror i les va publicar com a àlbum en solitari Yami no Album.
El seu manga de comèdia Makoto-chan, que va publicar del 1976 al 1981 a Weekly Shōnen Sunday, es va convertir en un èxit. El gest de la mà "Gwash" del manga també es va convertir en el gest de mà d'Umezu en públic.

### Carrera tardana
A les dècades de 1980 i 1990, es va centrar en el manga de ciència-ficció que representava un futur proper com El meu nom és Shingo i Fourteen.
L'any 1995 va haver de retirar-se de l'edició habitual a causa d'una tendinitis després d'acabar Fourteen. Aleshores es va convertir encara més en una figura pública, apareixent regularment a la televisió amb una camisa de ratlles vermelles i blanques. També era famós per l'arquitectura de la seva casa amb ratlles de caramel a Kichijōji, inspirada en la seva sèrie Makoto-chan. El 2011, va publicar un segon àlbum de música amb les seves cançons.
El 2018 va ser guardonat amb el Prix du patrimoine al Festival Internacional de Còmics d'Angoulême per la traducció francesa de El meu nom és Shingo. Aquest va ser el segon premi que se li va concedir al llarg de la seva carrera i Umezu s'havia mostrat descontent amb la quantitat de reconeixement que havia obtingut pel seu treball. El premi el va motivar a tornar a treballar i va produir  basats en My Name Is Shingo, que es van exposar per primera vegada el 2022 i van ser la seva primera obra nova nova en vint-i-set anys.

### Mort
El juliol de 2024, Umezu va ser hospitalitzat després d'ensorrar-se a casa seva a Kichijōji, Tòquio. Li van diagnosticar un càncer d'estómac terminal, però no es va sotmetre a una intervenció quirúrgica i va romandre a l'hospital des del setembre. El 5 de novembre de 2024, Shogakukan va anunciar que Umezu havia mort el 28 d'octubre. Tenia vuitanta-vuit anys. La seva família i amics íntims van celebrar un funeral privat. Umezu s'estava planejant un nou treball abans de la seva mort.

## Estil i temes

### Folklore i monstres
La seva obra està influenciada pel folklore japonès. L'artista i crític del manga Sakumi Yoshino explica que el seu manga de terror està relacionat amb la religió al Japó, ja que els monstres i els dimonis no es consideren del tot malvats, i Umezu vol que els lectors de vegades també sentin compassió pels monstres de les seves obres.

### Conflicte intergeneracional
Molts dels seus mangas presenten conflictes intergeneracionals entre nens i adults. Umezu es va centrar inicialment en aquest tema, ja que va descobrir que les relacions entre mares i fills al manga shōjo a principis dels anys seixanta només es presentaven com a afectuoses, mai com a espantoses. El seu manga Reptilia representa un conflicte intens entre una col·legiala i la seva mare malalta, que quan la visita a l'hospital resulta ser una dona serp. L'estudiós del manga Tsuchiya Dollase compara aquest personatge amb la "Terrible Mother" de Jung. Els nens de l'escola abandonada de L'aula a la deriva són immediatament traïts pels seus professors i han de lluitar per la seva supervivència. A El meu nom és Shingo, els nens són els únics capaços de comunicar-se i tenir una connexió emocional amb un ordinador AI. Umezu ha explicat que ell mateix es troba més identificat amb el món dels nens, ja que els nens són molt més oberts i adaptables al pensament il·lògic: "Estic escrivint sobre mi d'alguna manera. No vull ser adult i 'créixer'".

## Recepció i llegat
Les seves obres van inspirar una nova generació d'artistes de manga de terror. Junji Ito, Toru Yamazaki i Minetarō Mochizuki el citen com una de les seves majors influències i Kanako Inuki va començar la seva carrera en una revista compilada per ell. Rumiko Takahashi va treballar breument com a assistent per a ell, mentre treballava a Makoto-chan. La seva reputació li va donar el sobrenom de "déu del manga de terror" (ホラーまんがの神様) als mitjans japonesos.
El manga d'Umezu va trencar amb les normes de la indústria del manga comercial en el moment en què va començar a publicar a les principals revistes a mitjans dels anys seixanta i va crear un auge al voltant del manga de terror a finals dels seixanta. Tsuchiya Dollase escriu: "Les mares monstruoses segurament deuen haver espantat l'audiència; al mateix temps, però, la tortura de les heroïnes boniques però superficials per part d'aquestes mares horroroses ha d'haver donat al mateix públic un cert plaer".
Umezu va rebre regularment cartes de queixes dels pares al començament de la seva carrera a causa de les seves imatges de terror i també els editors de revistes li demanaven que reduís la violència a les seves imatges. Van protestar, però mai no em van boicotejar". Vaig considerar aquestes crítiques com una forma d'elogi". Va ser crític amb diluir els elements d'horror: "Les històries populars i els contes de fades japonesos antics podrien ser inquebrantablement brutals. Venen d'una època en què la tragèdia i la carnisseria formaven part de la vida quotidiana. Ara tenim gent que crida per diluir-los, cosa que bàsicament blanqueja la història. És insultant la memòria dels que van patir per portar-nos aquestes històries".
A més del seu impacte en el desenvolupament del manga de terror, l'estudiós Tomoko Yamada considera Umezu com un dels artistes de manga shōjo dels anys cinquanta que va contribuir al desenvolupament del manga de ballet amb les seves sèries Haha Yobu Koe (1958) i Maboroshi Shōjo (1959).
El 2019, Umezu va rebre el premi Comissionat per a Afers Culturals de l'Agència d'Afers Culturals. Es tracta d'un premi per a "persones que han aconseguit èxits distingits en activitats artístiques i culturals". Poques vegades s'atorga a persones de la indústria del manga.

## Obres

### Pintures
- Zoku-Shingo: Little Robot Shingo (Zoku-Shingo小さなロボット シンゴ美術館, Zoku-Shingo Chiisa na Robotto Shingo Bijutsukan)[10]
- Cave Queen Java (Java洞窟の女王, Jawa Dōkutsu no Joō)[23]

### Pel·lícules
- Nekome Kozo (sèrie de televisió d'anime)
- Drifting Classroom (pel·lícula)
- Baptisme de sang (pel·lícula)
- Drifting School (pel·lícula)
- Carta d'amor llarga: Aula a la deriva (drama de televisió)
- Teatre de terror de Kazuo Umezu (antologia televisiva de 6 parts)
- La noia serp i la bruixa de cabell platejat ("Hebimusume a hakuhatsuma",蛇娘蛇娘と白髪魔

白髪魔) (1968) (Daiei/Kadokawa Pictures)
- Tamami: The Baby's Curse (pel·lícula)
- Mare (pel·lícula) (director)[24]

### Àlbums
- Yami no Album (闇のアルバム; 1975)
- Yami no Album 2 (闇のアルバム・2; 2011)

### Videojocs
- Umezma (ウメズマ; 1996)[25][26]

### Musicals
El 2016, el seu manga My Name Is Shingo es va adaptar a un musical. És protagonitzada per Mitsuki Takahata i Mugi Kadowaki com a personatges principals i està dirigida i coreografiada per Philippe Decouflé .

## Ajudants
- Noboru Takahashi
- Robin Nishi
- Rumiko Takahashi